# Barbottina
Nel linguaggio tecnico la barbottina è un legante liquido ottenuto dall'impasto di acqua e argilla di granulometria fine ed uniforme. In campo archeologico, "alla barbottina" indica la decorazione in rilievo eseguita dal vasaio a mano libera sulla parete di un manufatto, creando semplici motivi ornamentali che subiscono la cottura insieme al manufatto di cui costituiscono parte integrante.

## Preparazione
Per preparare la barbottina è sufficiente sciogliere dell'argilla essiccata e polverizzata in un po' d'acqua, mescolando fino ad ottenere un impasto fluido con una buona viscosità. Per ottenere una barbottina più viscosa, utilizzata anche per la tecnica del colaggio, si può aggiungere alla miscela una piccola dose di silicato di sodio o carbonato di sodio.

## Applicazioni
La barbottina viene utilizzata nella preparazione di oggetti in ceramica e per rigenerare la creta. È utilizzata per il colaggio, cioè tecnica di colatura l'impasto di argilla liquida all'interno di uno stampo in gesso. La barbottina viene anche impiegata per riunire le sezioni di una scultura e per l'ingobbio, un trattamento con barbottina addizionata ad ossidi di ferro, rame, cobalto, che viene effettuato per modificare la colorazione naturale di pezzi realizzati con materiale argilloso.
Per rendere più efficace l'azione legante della barbottina, è utile effettuare anche delle zigrinature sulle superfici da unire, in modo da fornire maggior superficie ancorante ed evitare lo scollamento in fase di essiccamento. Se i pezzi da unire tra loro fossero già completamente asciutti, sarà necessario mantenerli bagnati per una ventina di minuti con uno straccio inumidito con una miscela di acqua e qualche goccia di aceto.
La barbottina è usata anche negli stampi. Viene colata dentro lo stampo di gesso, che, in quanto poroso, assorbe tutta l'acqua della barbottina, facendo solidificare il composto che rimane attaccato allo stampo, lasciando solo l'argilla, assumendone le stesse forme. Con questo modo possiamo fare delle riproduzioni fedeli. Nota: la riproduzione che si ottiene è vuota.